# Antônio Borsoi
Antônio Borsoi (São Paulo, 25 de julho de 1880 – Rio de Janeiro, 14 de janeiro de 1953) foi um designer e mestre-artesão brasileiro.

## Biografia
Nasceu na cidade de São Paulo, onde seus pais — Francisco Borsoi e Bonna Dinardi —, naturais de Veneza, na Itália, acabavam de chegar. Nessa cidade, concluiu os seus estudos no Liceu de Artes e Ofícios de São Paulo e viveu até desposar Inaiá Pinheiro (1905).

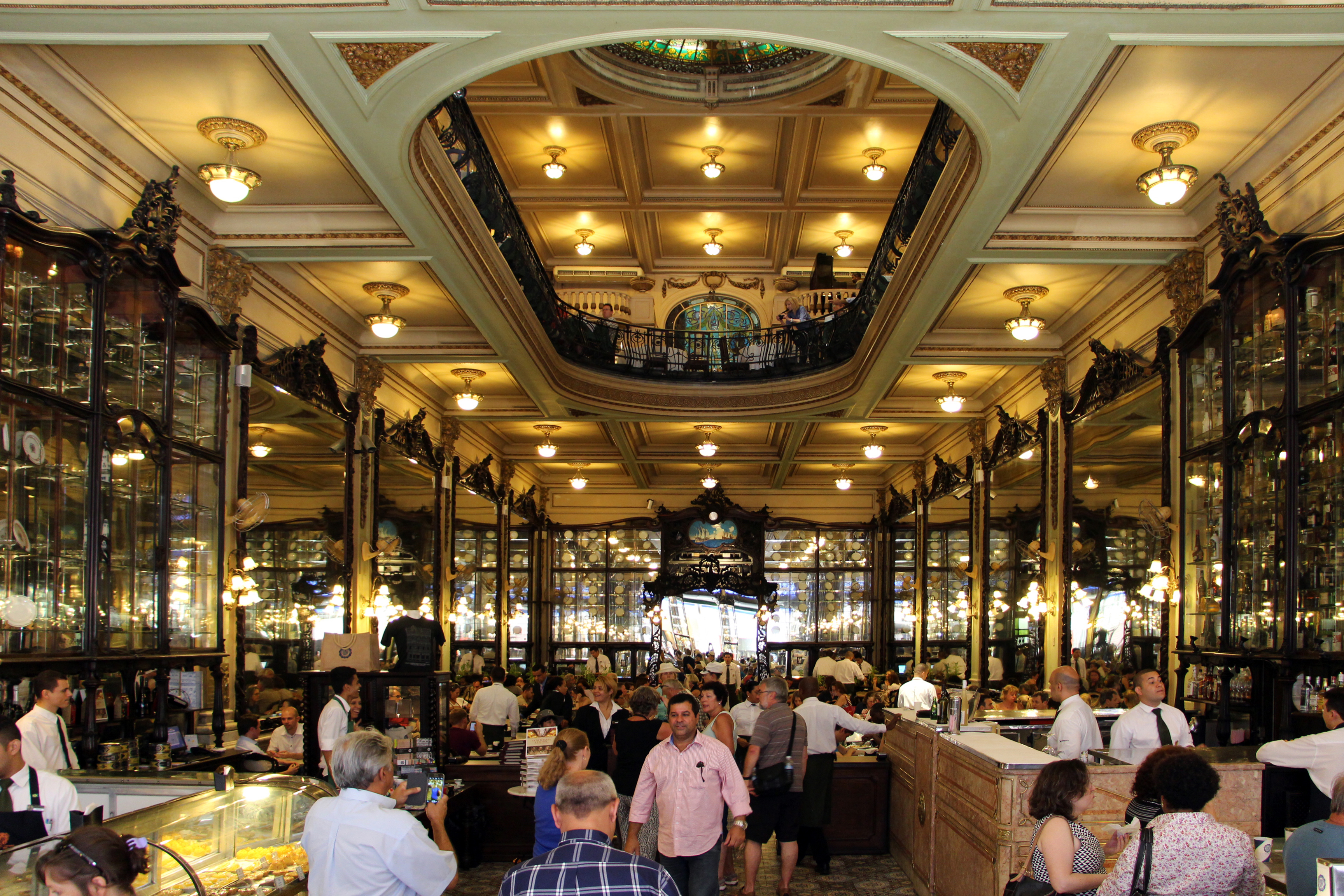
Interior da Confeitaria Colombo, seu mais famoso trabalho

Casado, transferiu-se para o Rio de Janeiro, onde nasceram os seus filhos: Gérson, Semiramis, Guaraciaba e Acácio. Aqui, trabalhou como arquiteto-desenhista, decorador e desenhista de móveis para várias firmas, entre elas a Companhia Marcenaria Auler (de 1906 a 1918), com os italianos Storino e Polito, e com o português Costa Pereira, no "Le Mobilier" e na "Laubish". Nesse meio-tempo, teve a sua própria fábrica de móveis, por pouco tempo, pois veio a perdê-la, endividado.
A formação de seu estilo foi basicamente em função dos livros e revistas recebidos da Europa, entre os quais se destacaram o "L'Illustration", "L'Artista Moderno", "Modelli di Arte Decorativa", "Les Arts", "Revue Mensuel des Musées", "Moderno Decorado Interior", "L'Art et Décoration", "Per L'Arte" e "L'Architettura Italiana". Apesar dessa formação europeia, pode-se afirmar que Borsoi foi brasileiro e eclético em sua aplicação, utilizando e fundindo elementos dos estilos Art Nouveau, Art Déco, Neogótico, Império, Segundo Império, Luís XIII, Luís XVI, recriados em novas combinações, com harmonia, sem obedecer a uma ordem cronológica ou a uma eventual pureza de estilo.
Assim, desenvolveu e detalhou projetos de decoração e marcenaria para vários importantes estabelecimentos comerciais da época, como confeitarias, sapatarias, farmácias, bares e, principalmente, padarias, já que era famosa a sua habilidade em projetar fornos.
Borsoi trabalhava, em geral, sem horário, fazendo seus desenhos, detalhados, na escala 1:1, como era costume entre os mestres-artesãos da época.
Entre as suas obras mais conhecidas no Rio de Janeiro, restam-nos a Confeitaria Colombo na Rua Gonçalves Dias e o Cinema Íris na Rua da Carioca.

## Obras desaparecidas
Entre os seus trabalhos já desaparecidos, destacam-se:
- o Cinema Central, em estilo egípcio, inaugurado em Novembro de 1919 na avenida Rio Branco 168;
- a Joalheria Bernacci, vizinha à Confeitaria Colombo, na Rua Gonçalves Dias;
- o Banco Oliveira Roxo, na Rua Miguel Couto;
- as confeitarias Tijuca, na Praça Sáenz Peña, Primor, próximo ao Largo de São Francisco de Paula, e Renascença, na Rua Gonçalves Dias;
- os detalhes de escada, balcões e divisórias da antiga sede do Jornal do Brasil, na avenida Rio Branco;
- a Torre Eiffel, tradicional loja de artigos masculinos;
- as cadeiras do Teatro Phoenix, na atual avenida Almirante Barroso, no Centro;
- a antiga sapataria A Insinuante, na Rua da Carioca;
- os cafés Gruta da Lapa e Ondina.